# 박재규 (1944년)
박재규(朴在圭, 1944년 8월 11일~)는 대한민국의 정치학자, 대학 교수이다. 제26대 통일부 장관을 지냈다.
본관은 밀양(密陽)인 그는 경상남도 마산에서 출생하였고 지난날 한때 경상남도 밀양에서 잠시 유아기를 보낸 적이 있는 그는 그 후 경상남도 창원에서 성장하였다. 제26대 통일부 장관 재직 시 남북정상회담 추진위원장으로서 역사적인 첫 남북정상회담과 6.15 선언을 모두 성공적으로 이끌었다. 
1986년~1999년까지 경남대학교 총장을 지냈으며, 통일부 장관 재직 이후 2003년부터 다시 경남대 총장으로 재직 중이다.

## 학력
- 미국 페얼레이 디킨슨 대학교 정치학과 학사
- 미국 뉴욕 시립 대학교  대학교 대학원 정치학과 정치학 석사
- 미국 뉴욕 사회과학원 사회과학 박사 수료
- 대한민국 경희대학교 대학원 정치외교학과 정치학 박사

### 명예 박사 학위
- 일본 소카 대학교 명예 경영학 박사
- 대만 중국문화대학교 명예 정치학 박사
- 일본 가나가와 현립 보건복지대학교 명예 보건과학 박사
- 미국 페얼레이 디킨슨 대학교 명예 법학박사
- 러시아 플레하노프 경제대학교 명예 경제학 박사
- 러시아 극동국립대학교 명예 국제정치학 박사
- 러시아 하바로프스크 국립사범대학교 명예 교육학 박사

## 경력
- 1973년~1985년: 경남대학교 교수
- 1973년~1986년: 경남대학교 극동문제연구소 소장
- 1986년~1999년: 경남대학교 총장
- 1997년~1999년: 한국대학총장협회 회장
- 1999년 12월~2001년 3월: 국가안전보장회의 상임위원회 위원장
- 1999년 12월~2001년 3월: 대한민국 통일부 장관
- 2000년 4월~2000년 6월: 남북정상회담 추진위원회 위원장
- 2000년 7월~2001년 3월: 남북장관급회담 남측 수석대표
- 2003년~2010년: 동북아대학총장협의회 이사장
- 2003년~: 경남대학교 총장
- 2005년~2009년: 윤이상 평화재단 이사장
- 2005년~2009년: 북한대학원대학교 총장
- 2006년 5월~2008년 11월: 대통령자문 통일고문회의 고문
- 2009년 2월~: 대통령자문 통일고문회의 고문
- 2009년 12월~2012년 12월: 대통령 소속 사회통합위원회 위원
- 2018년 남북정상회담 원로자문단
- 2018년 4월~2022년 4월: 학교법인 한마학원 이사
- 2020년 통일부 영남통일교육센터장

## 저서
- 북한군사정책론, 경남대 극동문제연구소, 1983
- 북한의 신외교와 생존전략, 나남, 1997
- 북한이해의 길라잡이, 법문사, 1997
- 새로운 북한 읽기를 위하여, 법문사, 2004
- 일념, 평화통일 길(자서전), 경남대학교출판부, 2017. 8.

## 논문
- Foreign Policy of North Korea,Asian Perspective 제5권 제2호, 1980. 가을
- 핵문제의 남북한 관계의 전망과 대응,경남대 극동문제연구소 연구보고서 94-1, 1994
- 김일성 사후 북한정세와 한반도의 장래,경남대 극동문제연구소 연구보고서 94-3, 1994
- 한반도 통일을 위한 종교의 역할,경남대 극동문제연구소 정책보고서 96-1, 1996

## 가족
- 형: 박종규
- 배우자: 김선향(金仙香, 북한대학원대학교 재단 이사장)
- 자녀: 장남 박정민(朴廷敏), 차남 박정진(朴廷鎭)